# Le Chenit
Le Chenit är en kommun i distriktet Jura-Nord vaudois i kantonen Vaud, Schweiz. Kommunen har 4 707 invånare (2023).
Kommunen består av tre delkommuner, fractions de commune, som har egna fullmäktige och egen förvaltning. Dessa är Le Sentier, Le Brassus och L'Orient.
Le Chenit ligger i dalen Vallée de Joux och gränsar i väst/nordväst mot Frankrike.